# Vụ đánh bom USS Cole
Vụ đánh bom USS Cole là một cuộc tấn công khủng bố chống lại USS Cole, một tàu khu trục tên lửa dẫn đường của Hải quân Hoa Kỳ, vào ngày 12 tháng 10 năm 2000, trong khi tàu đang được tiếp nhiên liệu tại cảng Aden của Yemen.
17 thủy thủ của Hải quân Hoa Kỳ đã thiệt mạng và 39 người bị thương. Đây là cuộc tấn công nguy hiểm nhất vào một tàu hải quân Hoa Kỳ kể từ sau sự cố USS Stark năm 1987.
Tổ chức al-Qaeda đã nhận trách nhiệm về vụ tấn công chống lại Hoa Kỳ. Một thẩm phán Hoa Kỳ đã buộc Sudan phải chịu trách nhiệm về vụ tấn công, trong khi một thẩm phán khác đã phát hành hơn 13 triệu đô la tài sản đóng băng của Sudan cho thân nhân của những người thiệt mạng. Hải quân Hoa Kỳ đã xem xét lại các quy tắc tham gia của họ để đáp trả cuộc tấn công này. Một thẩm phán khác đã phát hành hơn 25 triệu tài sản khác của Sudan để bồi thường.